# Новокосино (станція метро)
55°44′43″ пн. ш. 37°51′50″ сх. д. / 55.74528° пн. ш. 37.86389° сх. д.
«Новокосино» (рос. Новокосино) — станція Московського метрополітену, кінцева Калінінської лінії, за станцією «Новогіреєво». Розташована в однойменному районі між Суздальською вулицею і Носовіхінським шосе, перпендикулярно Південній вулиці.
Відкриття відбулося 30 серпня 2012.

## Технічна характеристика
Конструкція станції — односклепінна мілкого закладання (глибина закладення — 9 м).

## Оздоблення

### Станційний комплекс
Платформна ділянка станційного комплексу перекрита пласким кесонованим склепінням. Склепінчасте покриття з глибокими нішами, розділеними діагональними ребрами-нервюрами, візуально розширює простір і створює урочистий вигляд підземного палацу. Ніши пофарбовані у світліший тон у порівнянні з нервюрами, для яких підібраний складний сірий відтінок.
Сходи накриті асиметричними скляними павільйонами (оформлення нагадує станцію «Слов'янський бульвар»). З одним із південно-західних павільйонів поєднане приміщення для відпочинку локомотивних бригад.
Колористична гама — сіро-чорно-біла. Кесони підсвічені підвісними світильниками. Контраст темного і світлого, гра тіні і світла підсилюють об'ємність пластичного рішення.
Колійна стіна є високим цоколем біля бази склепіння, оздоблена перфорованими темно-сірими панелями c шумопоглинаючим шаром, з обробкою з темного граніту. Уздовж середини платформи розташовані пасажирські лави.

### Вестибюлі
Станція має два підземних вестибюля — західний і східний. Сходами з них можна піднятися до мережі підземних переходів; виходи з підземних переходів на вулицю накриті скляними павільйонами. Обидва виходи обладнані ліфтами.
Стіни вестибюлів і пішохідних переходів облицьовані плитами керамограніту на металевому каркасі. Для західного вестибюля обрані плити салатового і сірого кольорів, основний колір східного вестибюля — вохристо-помаранчевий з сірими вставками.
Підвісні стелі вестибюлів сталевого кольору набрані з панелей Hunter Douglas Luxalon або Durlum Loop, за якими розміщується технологічне обладнання і світильники. У пішохідних переходах стелі потиньковані, в поперечні ніші встановлені антивандальні світильники.
Зі станції можна вийти на Носовіхінське шосе, Новокосинську, Суздальську та Городецьку вулиці Москви, а також на Ювілейний проспект, Південну вулицю і вулицю Котовського у Реутові. Приблизно за 800 м від станції знаходиться залізнична станція Реутово Горьківського напрямку МЗ.

## Колійний розвиток
Станція з колійним розвитком — 6 стрілочних переводів, перехресний з'їзд, 2 станційні колії для обороту та відстою рухомого складу і 2 колії для відстою рухомого складу. У оборотних тупиках розташовано пункт технічного огляду.

## Пересадки
- Залізничну станцію  «Реутово»
- Автобуси: 14, 21, 79, 502, 613, 706, 723, 760, 773, 792, 885, 974, т75, н4; 

Схема колійного розвитку станції «Новокосино»

  - обласні: 142, 1064